# Roman Červenka
Roman Červenka (Praga, 10 dicembre 1985) è un hockeista su ghiaccio ceco professionista che gioca nel ruolo di centro.

## Carriera
Dalla stagione 2013-14 gioca nella Kontinental Hockey League con lo SKA San Pietroburgo. In precedenza ha giocato nella KHL con Avangard Omsk e Lev Praga, nell'Extraliga ceca con lo Slavia Praga e in National Hockey League con i Calgary Flames

## Palmarès

### Club
- Coppa Gagarin: 1

SKA S. Pietroburgo: 2014-2015
- Extraliga: 1

Slavia Praga: 2007-2008

### Nazionale
- Campionato mondiale di hockey su ghiaccio: 2

Germania 2010
Rep. Ceca 2024

### Individuale
- KHL All-Star Game: 2

2011, 2012
- KHL First All-Star Team: 1

2011-2012